# Oxaziridine
| Oxaziridin                     |
| ------------------------------ |
| Oxaziridin (allgemeine Formel) |

Oxaziridine sind heterocyclische chemische Verbindungen, welche Konstitutionsisomere von Oximen sind. Diese Stoffgruppe wird veraltet auch als Isoxime bezeichnet. Oxaziridine zählen zu der größeren Stoffgruppe der Dreiringverbindungen mit zwei Heteroatomen im Ring. Nach dem Hantzsch-Widman-System muss ein Heteroatom hierbei ein Stickstoffatom sein. Ein bekannter Vertreter in der organischen Synthese ist das Davis-Reagenz, welches in der gleichnamigen Oxidation für die α-Hydroxylierung von Enolaten eingesetzt wird.

## Herstellung
Oxaziridine können aus Azomethinen und Percarbonsäuren synthetisiert werden.

## Reaktionen
Beim Erhitzen lagern sich die meist flüssigen wasserunlöslichen Oxaziridine in die isomeren Nitrone um.
Umgekehrt wandeln sich photochemisch Nitrone in die isomeren Oxaziridine um. Oxaziridine können Iodid zu Iod oxidieren.